# Aldtsjerk
Aldtsjerk (en neerlandés Oudkerk) es un pueblo neerlandés del municipio de Tytsjerksteradiel en la provincia de Frisia. Se encuentra en la carretera entre Ljouwert y Dokkum.
Tenía una población de 672 habitantes en 2009. Cuenta con una mansión noble de los siglos XVII-XVIII, del tipo conocido como stins, De Klinze, un pólder de molino construido en 1864, el Oudkerkermolen, y una iglesia de estilo románico dedicada a San Pablo cuya construcción se inició en el siglo XII, aunque ha sido varias veces restaurada y adaptado su interior para servir de iglesia protestante tras la Reforma. En las proximidades de la población se encuentra un pequeño estanque en el que son tradicionales las carreras sobre el hielo.